# Peter Dews
Peter Kenneth Dews (nascido em 22 de abril de 1952) é um filósofo britânico, nos domínios da teoria crítica e filosofia continental. Ele fez seu nome com o aclamado Lógica de Desintegração, sobre as limitações do pós-estruturalismo. Ele é professor de filosofia na Universidade de Essex.
Seu primeiro grau foi em Língua inglesa, no Queens' College em Cambridge. Ele tem doutorado em filosofia pela Universidade de Southampton.

## Trabalho
- Logics of Disintegration: Post-Structuralist Thought and the Claims of Critical Theory (1987)
- The Limits of Disenchantment: Essays on Contemporary European Philosophy (1995)
- Deconstructive Subjectivities (Editor) (1994)